# 圣孔比尼亚
圣孔比尼亚是葡萄牙布拉干萨区的一个堂区。总面积4.9平方公里，总人口72人，人口密度14.7人/平方公里。